# Chorzele
Chorzele – miasto w Polsce położone w województwie mazowieckim, w powiecie przasnyskim, siedziba gminy miejsko-wiejskiej Chorzele. Leży nad Orzycem. 
W latach 1975–1998 miasto administracyjnie należało do województwa ostrołęckiego.
Były miastem królewskim Korony Królestwa Polskiego. Miasto rządowe Królestwa Kongresowego, położone było w 1827 roku w powiecie przasnyskim, obwodzie przasnyskim województwa płockiego.
Według danych GUS z 31 grudnia 2019 r. miasto liczyło 3113 mieszkańców.
Przez miasto przebiega droga krajowa nr 57 Bartoszyce – Pułtusk oraz drogi wojewódzkie 614 do Myszyńca i 616 do Ciechanowa. 25 km na północ od miasta zlokalizowany jest międzynarodowy port lotniczy w Szymanach.
W okresie międzywojennym miejscowość byłą siedzibą komisariatu Straży Celnej „Chorzele” oraz ulokowana tu była placówka Straży Celnej „Chorzele”. Następnie stacjonowała w Chorzelach placówka Straży Granicznej I linii „Chorzele”.

## Historia

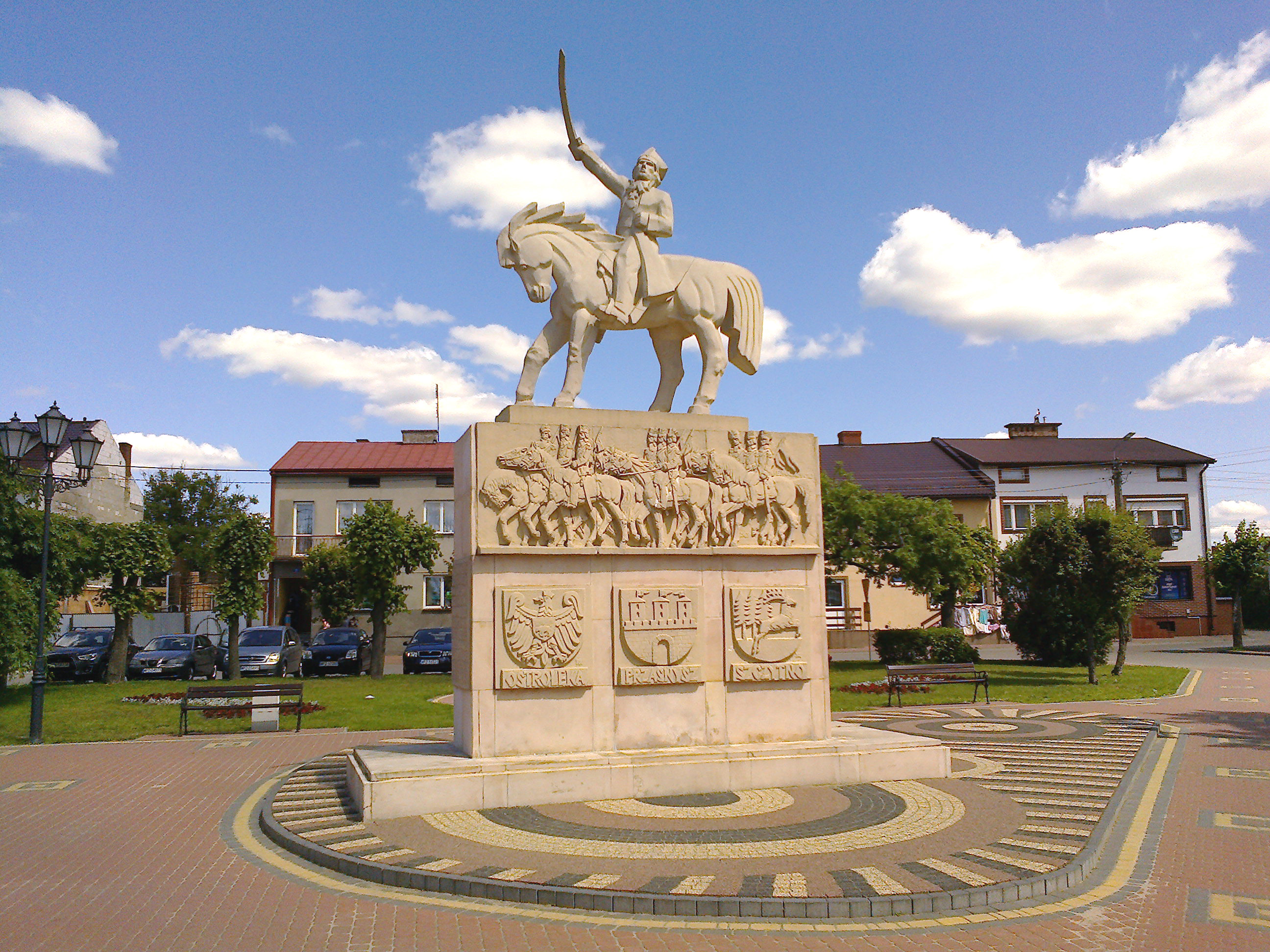
Pomnik Tadeusza Kościuszki w Chorzelach

- 1472 – pierwsze wzmianki o Chorzelach, osadzie położonej na skraju puszczy[potrzebny przypis]
- 1542 – prawa miejskie, miasto staje się osadą królewską, która miała kontakty handlowe z Rusią[potrzebny przypis]
- 1690 – nadanie przywilejów po zniszczeniu miasta przez Szwedów[potrzebny przypis]
- 1795 – w zaborze pruskim
- XIX w. – rozwój przemysłu, szybki wzrost znaczenia ludności żydowskiej, wielkie targi żywym inwentarzem
- 1807 – w Księstwie Warszawskim
- 1815 – w Królestwie Polskim
- 1863–1864 – miejsce zwycięskich bitew powstańców z wojskami rosyjskimi
- 1870–1919 – cofnięte prawa miejskie
- 1905 – Chorzele zamieszkiwało 2 301 Żydów, stanowiąc 57% mieszkańców
- 1914-1918 – zniszczenia wojenne, które ograniczały rozwój miasta w dwudziestoleciu[6]
- 1916 – uzyskanie połączenia kolejowego

W okresie międzywojennym stacjonował w miejscowości komisariat Straży Granicznej.
- 1939–1945 – wcielenie do III Rzeszy, całkowita eksterminacja ludności żydowskiej
- 20 stycznia 1945 – zajęcie Chorzel przez radzieckie oddziały 32 Dywizji Kawalerii 3 Armii
- 1945 – w grudniu oddział podziemia niepodległościowego rozbił areszt Milicji Obywatelskiej i uwolnił 14 żołnierzy podziemia[8]
- 1975 – gmina Chorzele w ramach województwa ostrołęckiego
- od 1999 r. w ramach powiatu przasnyskiego (woj. mazowieckie)

## Demografia

### Piramida wieku
Źródło: Chorzele w liczbach.

## Polityka
Burmistrzowie:
- Ludwik Rogowski (1990-1994)
- Krzysztof Nieliwodzki (1998-1999)
- Janusz Nidzgorski (1999-2002)
- Andrzej Krawczyk (2002-2006)
- Wojciech Kobyliński (2006-2010)
- Beata Szczepankowska (2010-2024)
- Eliasz Kostrzewa (od 2024)

## Gospodarka
Największe zakłady przemysłowe w mieście to: firma Bel Polska sp. z o.o. i Spółdzielnia Mleczarska Mazowsze, oba działająca w branży mleczarskiej. Ważną rolę odgrywa też przemysł drzewny.

## Transport
Chorzele posiadają obecnie połączenie kolejowe z Ostrołęką, które reaktywowano 11 czerwca 2023 roku po 22 latach od zawieszenia. Stacja kolejowa znajduje się w północno-wschodniej części miasta. Chorzele posiadają również dość dobrze rozwinięte połączenia autobusowe. Miasto posiada bezpośrednie połączenie autobusowe z Warszawą, Olsztynem, Przasnyszem, Ciechanowem, Ostrołęką, Szczytnem, Mrągowem i Nidzicą.

## Architektura

### Zabytki

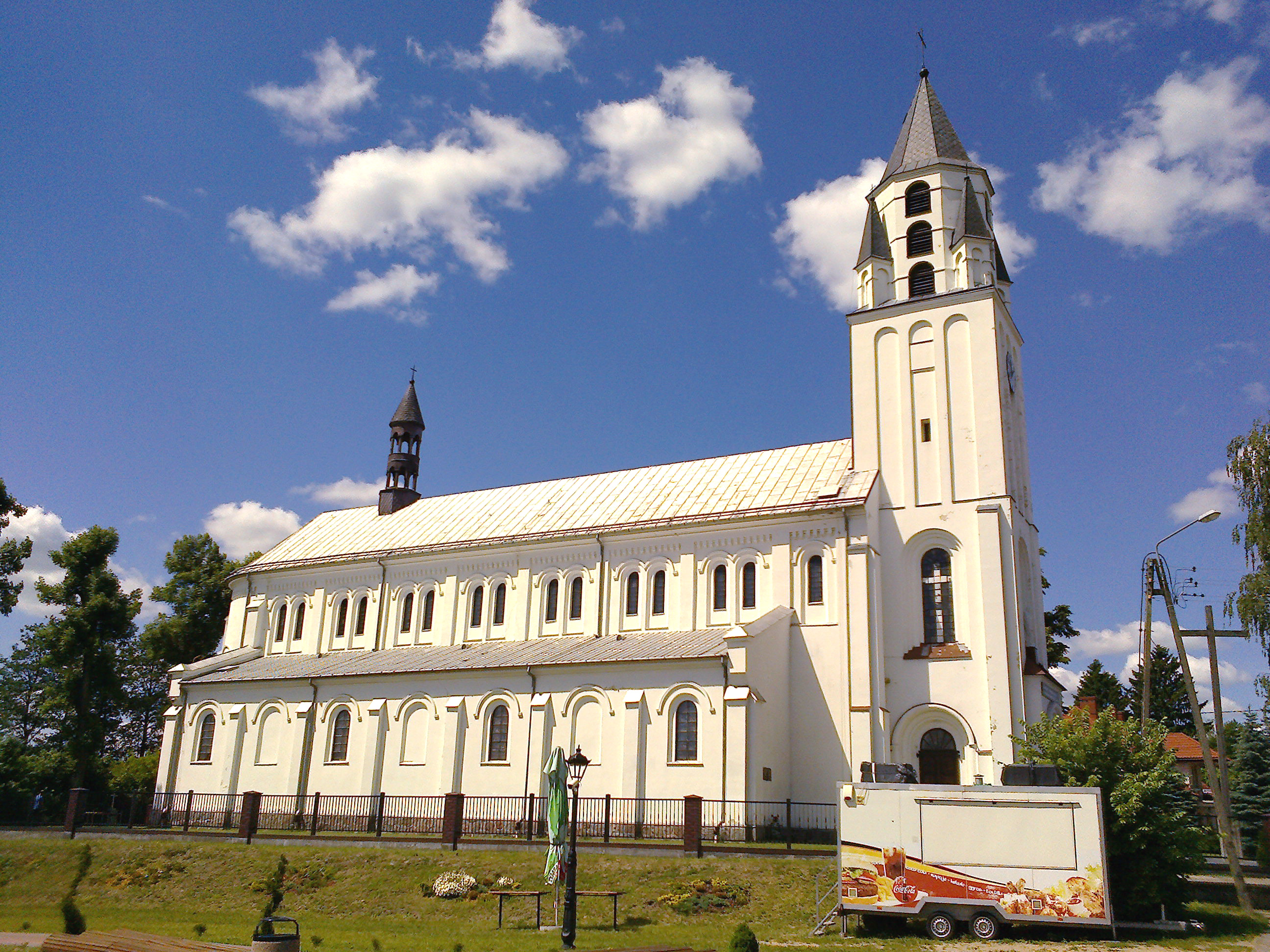
Kościół Trójcy Przenajświętszej

- kościół Trójcy Przenajświętszej z 1878-1930
- niedziałający, drewniany wiatrak z XIX wieku
- pomnik Tadeusza Kościuszki
- Synagoga w Chorzelach
- cmentarz żydowski z XIX wieku, zdewastowany podczas okupacji niemieckiej

## Kultura
W Chorzelach odbywają się festyny, takie jak Spotkanie z folklorem czy Niedziele w mieście. Ponadto organizowane są konkursy plastyczne, recytatorskie i festiwal piosenki. W mieście działa Biblioteka Publiczna.
Odbywają się również zawody strażackie.

## Religia
- Kościół rzymskokatolicki:
  - parafia św. Mikołaja.
- Świadkowie Jehowy:
  - zbór Chorzele (Sala Królestwa ul. Zarębska 31 lok. 1)[11].